# 30. nordlige breddekreds
Den 30. nordlige breddekreds (eller 30 grader nordlig bredde) er en breddekreds, der ligger 30 grader nord for ækvator. Den løber gennem Afrika, Asien, Stillehavet, Nordamerika og Atlanterhavet.